# Parco naturale del Marguareis
Der Parco naturale del Marguareis ist ein Naturschutzgebiet im Süden des Piemont in der nordwestitalienischen Provinz Cuneo. Bis 2011 hieß er Parco naturale della Alta Valle Pesio e Tanaro.

## Lage
Der Naturpark erstreckt sich über eine Fläche von 6638 Hektar im Oberlauf des Tanaro – des größten Flusses in den Ligurischen Alpen – und seines Zubringers Pesio, die beide zum Flusssystem des Po gehören. Der Naturpark wurde 1978 gegründet. Sein Gebiet wird im Italienischen auch Piccole Dolomiti genannt.
Der Park umfasst die beiden gegenüberliegenden Berghänge der Punta Marguareis (2651 m), und auf seinem Gelände befinden sich eine Reihe Grotten, mit einer aktuell erforschten Gesamtlänge von über 150 Kilometern und maximalen Tiefpunkten von 1000 Metern. Die Flora und Fauna ist größtenteils alpin. Erwähnenswert ist die relativ junge Präsenz des Wolfes im Park.

## Wanderwege
Durch den Parco naturale del Marguareis verlaufen die Via Alpina und die Grande Traversata delle Alpi. Bekanntester Rundwanderweg ist der Giro del Marguareis.